# 聖邁克爾山
聖邁克爾山（英語：Mount Saint Michael）是南極洲的山峰，位於恩德比地，處於貝爾灣入口處西部，在1936年2月由英國探險隊發現，現時由南極條約體系管理。
67°10′S 58°21′E / 67.167°S 58.350°E